# 6813 Amandahendrix
6813 Amandahendrix eller 1978 VV9 är en asteroid i huvudbältet som upptäcktes den 7 november 1978 av de båda amerikanska astronomerna Eleanor F. Helin och Schelte J. Bus vid Palomarobservatoriet. Den är uppkallad efter amerikanskan Amanda Hendrix.
Asteroiden har en diameter på ungefär 12 kilometer.